# Kužiai (stacja kolejowa)
Kužiai (ros. Кужяй) – stacja kolejowa w miejscowości Kužiai, w rejonie szawelskim, w okręgu szawelskim, na Litwie. Węzeł linii Szawle – Kretynga z linią do Wenty.

## Historia
Stacja została otwarta w XIX w. na drodze żelaznej libawsko-romeńskiej (kilka lub kilkanaście lat po otwarciu linii), pomiędzy stacjami Kurszany i Szawle. Początkowo nosiła nazwę Omole.